# Otto van Kleef
Otto van Kleef (circa 1278 - Horstmar, 29 oktober 1310) was van 1305 tot aan zijn dood graaf van Kleef. Hij behoorde tot het huis Kleef.

## Levensloop
Otto was de oudste zoon van graaf Diederik VIII van Kleef uit diens huwelijk met Margaretha, dochter van graaf Otto II van Gelre. Vanaf 1297 regeerde hij aan de zijde van zijn vader en na diens overlijden werd hij in oktober 1305 graaf van Kleef. Daarbij diende Otto het op te nemen tegen zijn stiefmoeder Margaretha van Kyrburg, die de aanspraken van haar zonen Diederik IX en Jan verdedigde.
In 1308 huwde hij met Machteld, dochter van graaf Ruprecht II van Virneburg en nicht van de Keulse aartsbisschop Hendrik II van Virneburg. Ze kregen een dochter Irmgard (overleden in 1352), die eerst gehuwd was met graaf Adolf II van der Mark en na hun echtscheiding in 1324 huwde met Johan van Arkel.
Otto overleed in oktober 1310. Na zijn vroege overlijden probeerde Machteld met de steun van haar oom en graaf Engelbert I van der Mark de erfaanspraken van haar dochter door te zetten, maar dit mislukte en Otto werd als graaf van Kleef opgevolgd door zijn halfbroer Diederik IX.